# Eubasilissa fo
Eubasilissa fo är en nattsländeart som beskrevs av Schmid 1959. Eubasilissa fo ingår i släktet Eubasilissa och familjen broknattsländor. Inga underarter finns listade i Catalogue of Life.